# Run with the Lions
Run with the Lions è un singolo del cantante lituano Jurij Veklenko, pubblicato il 1º aprile 2019 come secondo estratto dal primo album in studio Mano sapnuose.

## Promozione
Scritto da Ashley Hicklin, Eric Lumiere e Pele Loriano, il brano è stato scelto per partecipare ad Eurovizijos atranka 2019, processo di selezione nazionale per l'annuale Eurovision Song Contest. Dopo aver superato le semifinali ha avuto accesso alla serata finale, nella quale Jurij Veklenko è stato proclamato vincitore del programma arrivando primo sia nel voto delle giurie che nel televoto. Questo gli ha concesso il diritto di rappresentare il suo paese all'Eurovision Song Contest 2019 a Tel Aviv, in Israele.
In occasione della manifestazione europea si è esibito nella seconda semifinale del 16 maggio, ma non si è qualificato per la finale, piazzandosi all'11º posto su 18 partecipanti con 93 punti totalizzati, di cui 77 dal televoto e 16 dalle giurie. È risultato il più votato dal pubblico di Irlanda, Norvegia e Regno Unito.

## Video musicale
Il video musicale del brano è strato pubblicato il 24 febbraio 2019 sul canale YouTube dell'Eurovision Song Contest.

## Tracce
Testi e musiche di Ashley Hicklin, Eric Lumiere e Pele Loriano.
1. Run with the Lions – 3:00

## Classifiche
| Classifica (2019) | Posizione massima |
| ----------------- | ----------------- |
| Lituania          | 29                |